# Конти (Білгорайський повіт)
Конти (пол. Kąty) — село в Польщі, у гміні Фрамполь Білґорайського повіту Люблінського воєводства.
Населення — 265 осіб (2011).
У 1975-1998 роках село належало до Замойського воєводства.

## Демографія
Демографічна структура станом на 31 березня 2011 року:
|          | Загалом | Допрацездатний вік | Працездатний вік | Постпрацездатний вік |
| -------- | ------- | ------------------ | ---------------- | -------------------- |
| Чоловіки | 130     | 26                 | 89               | 15                   |
| Жінки    | 135     | 30                 | 67               | 38                   |
| Разом    | 265     | 56                 | 156              | 53                   |